# Traducteur universel
Le traducteur universel est un appareil que l’on trouve fréquemment dans les œuvres de science-fiction. Décrit pour la première fois dans la nouvelle Premier contact (First Contact (en), 1945) de Murray Leinster, le but d’un tel objet est d’offrir une traduction immédiate de toute langue dans la langue de son choix. Au delà de la fiction, les sociétés de technologie cherchent à mettre au point un tel traducteur universel pour un usage courant.
La convention veut que cet appareil permette de contourner le problème pratique de la communication avec des peuples extraterrestres, à moins que la barrière de la langue ne fasse partie de l’intrigue. Traduire une nouvelle langue à chaque épisode et lors de chaque rencontre avec une espèce ou une culture nouvelles prendrait trop de temps, au détriment du déroulement de l’intrigue. Le schéma risque en outre de devenir trop répétitif. Il arrive parfois que les extraterrestres parviennent à extrapoler quelques règles d’anglais à partir d’un échantillon de discours. Ils assimilent la nouvelle langue très rapidement, rendant ainsi le traducteur universel superflu.
S’il est vrai qu’un tel traducteur universel semble invraisemblable, les scientifiques continuent d’explorer de tels moyens technologiques, en ne faisant intervenir qu’un nombre limité de langues.

## Généralités
En règle générale, le traducteur universel est instantané, mais s'il s'agit d'une langue nouvelle, il y a parfois un léger temps de latence avant que le traducteur ne parvienne à donner une bonne transposition linguistique. C'est le cas par exemple dans Star Trek. Certains auteurs recherchent une plus grande vraisemblance en recourant à une traduction assistée par ordinateur, ce qui implique la saisie d'une base de données du vocabulaire de la langue en question, ce qui se fait souvent par le biais d'écoutes de transmissions radio.
La présence d'un traducteur universel pose parfois des problèmes de logique ou de cohérence, par exemple lorsque les extraterrestres continuent de parler anglais (ou français) alors qu'aucun traducteur universel n'est présent et que tous les personnages qui l'entourent semblent entendre son discours correctement traduit au lieu de l'original. Il faut aussi une certaine dose de suspension consentie de l'incrédulité lorsque les lèvres des personnages forment les mots traduits plutôt que la langue originale. Quoi qu'il en soit, cela permet de faire l'économie de sous-titres, coûteux et encombrants. Cela écarte en outre l'hypothèse peu probable que tous les autres peuples de la galaxie se seraient donnés la peine d'apprendre l'anglais (ou le français).

## Exemples dans la fiction
- Si vous ne connaissez pas le sujet, laissez ce bandeau (vous pouvez alors contacter les auteurs).
- Si vous supprimez le contenu mis en cause (vous pouvez préalablement contacter les auteurs),

argumentez précisément cette suppression dans la page de discussion
(un manque de référence n'est pas un argument ; une recherche réelle de référence doit avoir été effectuée, être formellement documentée).

### Les Aventuriers du Survivaure
Un robot nommé D6R27-H59P ou D6 est un traducteur universel dans la saga MP3 Les Aventuriers du Survivaure. Il comprend des milliers de langues. Ses traductions sont littérales.

### Doctor Who

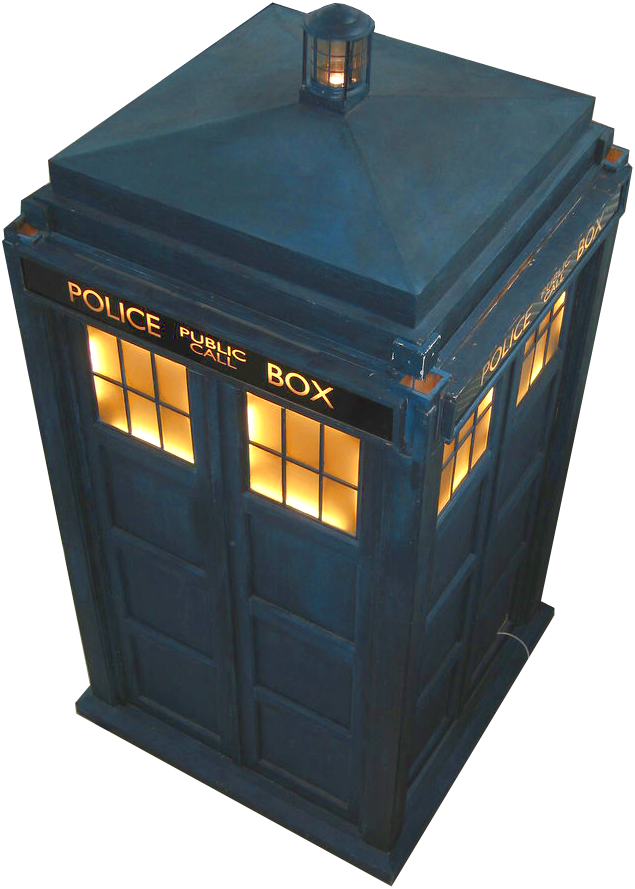
Le vaisseau TARDIS

Grâce à un champ télépathique, le champ de traduction, le vaisseau TARDIS traduit automatiquement la plupart des langues compréhensibles (écrites ou parlées) dans une langue comprise par son pilote et les membres d'équipage. Le champ télépathique traduit également tout ce qu'ils disent en une langue correspondant au lieu et à l'époque où ils se trouvent (par exemple le bon dialecte latin lorsqu'ils sont dans la Rome antique. Ce système occupe fréquemment une place de choix dans les épisodes de la série. Le vaisseau TARDIS et, par extension, bon nombre de ses systèmes, y compris le traducteur, sont liés par télépathie au pilote, le Docteur.  Aucun de ces systèmes ne semble fonctionner correctement lorsque le Docteur est empêché d'agir. Dans La Chute de Pompéi, lorsque sa nouvelle compagne, Donna Noble, essaie de parler directement en latin, ses propos sont traduits en gallois.

### Farscape
Dans la série télévisée australienne Farscape, John Crichton se fait injecter des bactéries traductrices qui fonctionnent comme une sorte de traducteur universel. Les microbes colonisent le tronc cérébral de leur hôte, traduisent tout ce qu'on lui dit et transmettent l'information ainsi traduite au cerveau de l'hôte. La personne porteuse de ces bactéries comprend, mais ne peut pas parler les langues étrangères. Elle continue à parler sa propre langue et n'est comprise d'autrui que si ses interlocuteurs ont reçu les mêmes microbes. Les microbes ne parviennent pas toujours à traduire correctement l'argot et le traduisent littéralement. Ils sont également incapables de traduire le langage naturel de Pilotes extraterrestres ou de Diagnosans, parce que les mots propres à leur langue peuvent avoir des milliers de significations. Cela dépasse de loin les capacités des microbes, raison pour laquelle les Pilotes doivent apprendre à s'exprimer en phrases simples. Les personnes ayant reçu le traitement peuvent apprendre à parler de nouvelles langues si elles le souhaitent ou pour faciliter la communication avec des personnes non-injectées.  L'équipage du Moya a appris l'anglais grâce à John Crichton, leur ami humain, ce qui leur a permis de converser avec la population non-implantée lors de leur passage sur terre. Certaines espèces, comme les Kalish, ne peuvent pas utiliser les microbes traducteurs parce que leur corps les rejette. Elles doivent alors apprendre les langues selon la méthode traditionnelle.

### FreeSpace
Dans la série FreeSpace, il y a une espèce de traducteur qui permet de traduire le Vasudan en anglais (et éventuellement vice-versa).

### Futurama
Quasiment tout le monde parle anglais dans l'univers de Futurama, sans que cela ne soit expliqué d'aucune manière. Il se peut que cela soit dû au fait que la planète Terre occupe une position dominante dans la politique galactique. Il existe toutefois un traducteur universel, créé par le professeur Farnsworth, mais s'il est vrai qu'il parvient à traduire n'importe quelle langue source, la langue cible sera toujours le français, devenu une langue morte en l'an 3000. Dans la version française de Futurama, la langue morte est l'allemand :
« * Farnsworth: Je vous présente mon traducteur universel. Malheureusement, à ce jour, il ne traduit qu'en une langue morte incompréhensible. 
- Cubert: Bonjour!
- Traducteur universel: Guten Tag!
- Farnsworth: Quel charabia! »

### Galactic Civilizations
Dans le jeu vidéo Galactic Civilizations, un traducteur universel doit être mis au point afin de pouvoir communiquer avec les races extraterrestres.

### Le Guide du voyageur galactique
Dans l'univers du Guide du voyageur galactique, c'est un petit poisson, le poisson Babel, qui fait fonction de traducteur universel. Ce petit poisson est placé à l'intérieur du conduit auditif, où il s'alimente des fréquences mentales de ceux qui s'adressent à son hôte. Il produit ensuite une traduction sous forme d'excrétions qui s'écoulent dans le cerveau de son hôte.
Le roman constate qu'en permettant tout le monde de se comprendre, le poisson Babel a provoqué davantage de conflits que quoi que ce soit d'autre dans l'univers. Il explique en outre que ce poisson Babel n'a pas pu se développer naturellement, ce qui prouve l'existence de Dieu, son créateur. Étant donné que Dieu a besoin de la foi pour exister et que cette preuve rend la foi caduque, Dieu disparaît, par simple effet de logique.

### Neuromancien
Dans Neuromancien (1984), le roman de William Gibson, tout comme dans d'autres romans de la trilogie de la Conurb (Sprawl Trilogy), Comte Zéro (1986) et Mona Lisa s'éclate (1988), des appareils dénommés microsofts sont de petites puces branchées dans des prises neuronales installées derrière l'oreille de l'utilisateur, ce qui donne à celui-ci certaines connaissances et compétences telles que la maîtrise d'une langue étrangère. Cette dénomination est un mot-valise combinant les mots micro et soft et n'a aucun rapport avec la société Microsoft.

### Star Control
Dans les jeux vidéo Star Control, il est entendu que toutes les races ont des traducteurs universels. Les extraterrestres n'utilisent toutefois pas ces appareils de la même manière, ce qui provoque parfois des malentendus et entrave la communication. Le VUX, par exemple, est mentionné comme ayant des compétences linguistiques particulièrement poussées. Il serait capable de traduire les langues humaines bien avant que les humains ne puissent en faire de même pour comprendre le VUX. Ceci a posé des difficultés lors de la première rencontre entre le VUX et les humains, dans le vaisseau spatial dirigé par le capitaine Rand. Dans Le contrôle des Maîtres de l'Ur-Quan, le capitaine Rand aurait dit : « Celui-là est un sacré enculé » lorsque le VUX est apparu la première fois à l'écran. Toutefois, dans Star Control II, le même capitaine Rand dit : « C'est la plus horrible tronche qu'il m'ait été donné de voir » à l'adresse de son premier officier, tout en plaisantant et en disant que VUX était l'abréviation de Very Ugly Xenoform, c'est-à-dire « très vilain xénoforme » (morphologie étrangère). Nul ne sait quelle source est la bonne. Quoi qu'il en soit, il est entendu que les technologies de traduction universelle très poussées du VUX ont parfaitement bien transposé le sens exact des propos du capitaine Rand. Pour le VUX, créature efféminée, cette insulte était un parfait prétexte pour manifester son hostilité envers les humains.
En outre, une nouvelle race dénommée Orz est apparue dans Star Control II. Cette race viendrait d'une autre dimension et, lors du premier contact, l'ordinateur à bord du vaisseau constate que leur langue comporte de nombreuses anomalies vocales. Cela serait dû au fait que leur langue connaît de nombreux concepts ou phénomènes pour lesquels il n'y a pas d'équivalents en langue humaine. Les dialogues alternent par conséquent entre des mots ordinaires et des phrases entourées d'astérisques, indiquant qu'il s'agit d'une traduction très approximative de concepts "orziens" en langage humain. Une traduction fidèle prendrait sans doute un paragraphe entier.
Par ailleurs, les Supox sont une race qui s'efforce d'imiter la langue et la culture d'autres races lorsqu'ils s'adressent à elles. Ils vont même jusqu'à nommer leur propre planète "Terre", ce qui entraîne la confusion.
Dans Star Control III, les K’tang sont décrits comme appartenant à une race peu intelligente qui utilise des techniques de pointe, sans pleinement les maîtriser, afin d'intimider autrui. C'est sans doute la raison pour laquelle leur traducteur commet de nombreuses coquilles et emploie des termes mal à propos. De même, les dialogues des Daktaklakpak sont particulièrement ampoulés et comportent beaucoup de chiffres et d'expressions mathématiques. Cela serait dû au fait que la pensée de cette race mécanique fonctionne de façon trop différente de l'esprit humain pour permettre une traduction directe.

### Starfighter
Alex Rogan est emmené auprès du commandement de Starfighter sur Rylos, où on lui donne une puce rattachée au collier de sa chemise, afin de lui permettre d'entendre la race des Rylos et les autres extraterrestres parler anglais.

### Stargate

Le Dial Home Device, appareil de communication dans Stargate

Dans la série télévisée Stargate SG-1 (ou La Porte des étoiles au Québec) et Stargate Atlantis, il n'y a aucun appareil de traduction, la plupart des personnages, qu'ils soient extraterrestres ou humains, parlant anglais. Les réalisateurs du programme assument ce choix, affirmant que cela leur faisait gagner dix minutes par épisode en évitant les péripéties liées à l'apprentissage de nouvelles langues. Les premiers épisodes de Stargate SG-1 ont démontré à quel point il était difficile d'intégrer ces processus dans le déroulement de l'intrigue. Le dernier épisode de la huitième saison de Stargate SG-1, Retour vers le futur (2e partie) (Moebius (Part 2)), les personnages remontent l'histoire jusqu'en 3000 av. J.-C. L'un d'entre eux apprend l'anglais à la population locale de l'époque.
Une exception notable à cette règle est le cas des Goa'uld, qui parlent parfois leur propre langue entre eux ou lorsqu'ils donnent des ordres à leur jaffa. Ces dialogues ne sont jamais sous-titrés, mais la traduction en est parfois donnée par un personnage tiers, par Teal'c, par exemple ou par Daniel Jackson, prétendument à l'adresse des personnages humains présents qui ne parlent pas le goa'uld.  Les Asgards ont aussi leur propre langue, qui semble être apparentée au vieux norrois, alors qu'en réalité c'est de l'anglais joué à l'envers.
En revanche, un élément majeur de l'intrigue du film Stargate, la porte des étoiles était que l'égyptologue Daniel Jackson a dû apprendre la langue du peuple d'Abydos, qui se trouvait être dérivée de l'égyptien ancien. C'était une langue morte sur terre depuis plusieurs millénaires, mais elle n'était pas étrangère à Daniel Jackson, puisqu'il connaissait bien l'Égypte et qu'il était linguiste.

### Star Trek
Dans Star Trek, c'est Hoshi Sato, officier chargée des communications, qui utilise le traducteur universel embarqué à bord de l'Enterprise NX-01 dans Star Trek: Enterprise afin d'inventer une matrice linguistique. Cet appareil aurait été utilisé pour la première fois à la fin du XXIIe siècle pour la traduction instantanée de langues terrestres courantes. Progressivement, avec la disparition des barrières linguistiques, les langues disparates de la terre ont fini par coexister pacifiquement. Traduire des langues jusqu'alors inconnues, comme les langues des extraterrestres était toutefois une tâche plus ardue. Comme la plupart des technologies de Star Trek (la distorsion, le téléporteur, etc.), le traducteur universel a sans doute été mis au point simultanément sur différentes planètes, étant donné qu'il s'agissait d'un besoin inhérent aux voyages dans l'espace. Les Vulcains n'avaient certainement aucune difficulté à communiquer avec les humains dans Star Trek : Premier Contact, bien qu'ils auraient pu apprendre l'anglais ordinaire en surveillant les transmissions radio en provenance de la terre. Le vaisseau vulcain qui atterrit dans Star Trek : Premier Contact était un vaisseau éclaireur. On ne sait pas s'ils étudiaient la terre ou non.
Le traducteur universel est même capable de traduire des communications entre êtres inorganiques, notamment dans l'épisode Guerre, amour et compagnon (Metamorphosis) de la série télévisée originale. Dans l'épisode Prise de commandement (Ensigns of Command) de la troisième saison de Star Trek : La Nouvelle Génération, le traducteur universel ne parvient pas à transposer la langue des Sheliaks. La Fédération doit par conséquent compter sur l'interprétation que font les extraterrestres des langues terrestres. Les Sheliaks semblent communiquer entre eux en un jargon juridique extrêmement complexe. L'épisode Darmok (Saison 5 de Star Trek : La Nouvelle Génération) donne un autre exemple où le traducteur universel échoue face à la langue des Tamariens qui repose trop lourdement sur des métaphores locales.

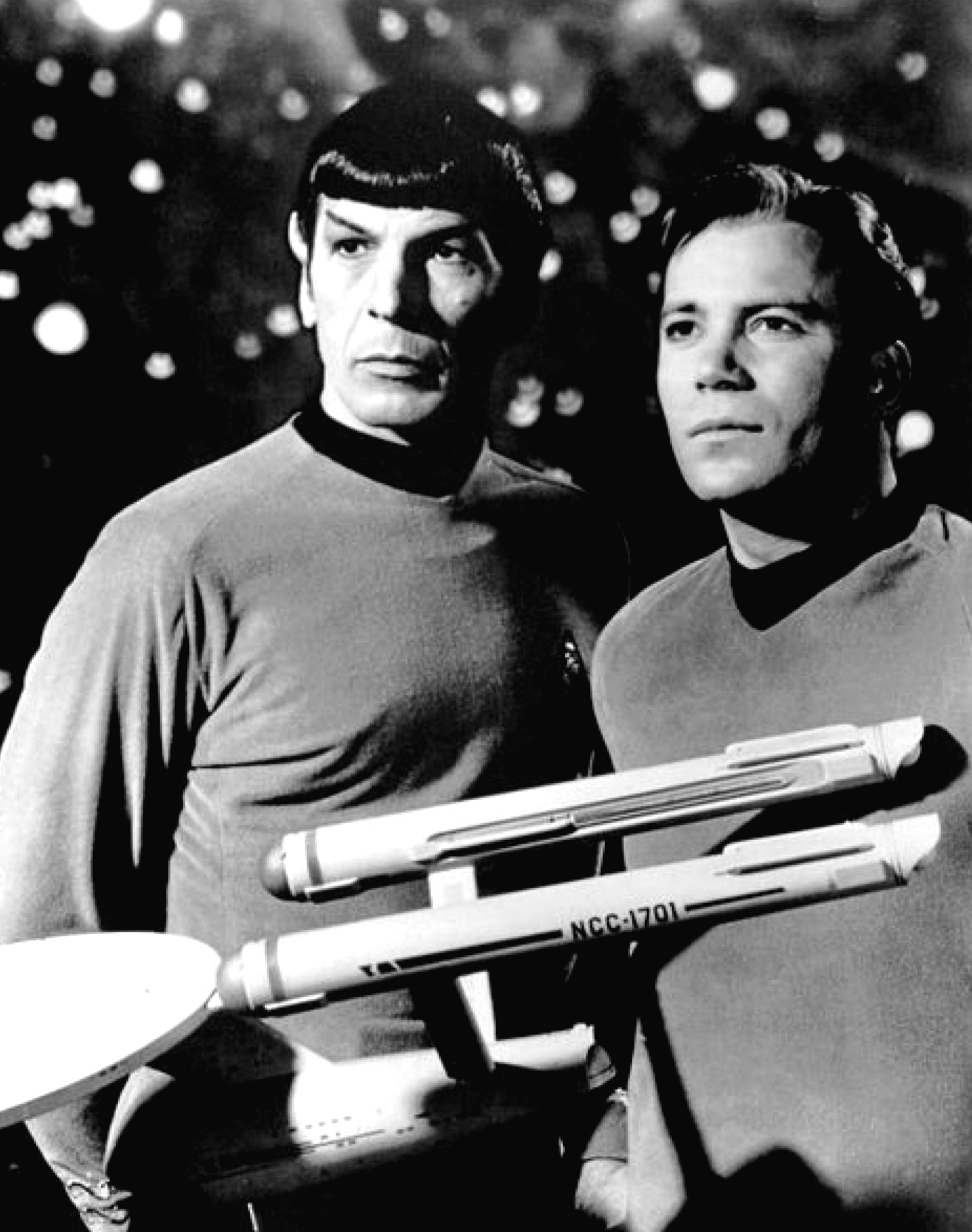
Leonard Nimoy et William Shatner (photo de 1968)

Contrairement aux autres technologies qui ont cours dans la Fédération, les traducteurs universels ne tombent jamais en panne. Ils étaient pourtant couramment utilisés à l'époque du Capitaine Kirk, lorsque l'équipage rencontrait des créatures qui ne pouvaient, en aucun cas, comprendre l'anglais. On ne sait pas très bien où les membres d'équipage portaient ces traducteurs universels à cette époque-là.
L'épisode Guerre, amour et compagnon (Metamorphosis) est le seul où on voit l'appareil en question. Dans l'épisode Arena, les Metrons fournissent un traducteur-communicateur au Capitaine Kirk et au commandant des Gorn, ce qui leur permet de dialoguer. Sous l'ère du Capitaine Kirk, les traductions dans la langue des Klingons étaient de piètre qualité. Dans le film Star Trek 6 : Terre inconnue, les personnages utilisent des livres en format papier pour communiquer avec un vaisseau militaire klingon.
La comédienne Nichelle Nichols se serait plaint de cette scène, estimant que Uhura, en tant que responsable des communications, devrait parler couramment le klingon. Dans ce même film, pendant la scène du procès entre Kirk et McCoy devant un tribunal klingon, le Capitaine Kirk et le Docteur tiennent des appareils de communication pendant qu'un Klingon traduit pour eux. Le roman, basé sur le film, donne une autre explication à l'utilisation de livres : un sabotage de la part de quelqu'un œuvrant pour le côté Starfleet de la conspiration mise à jour par l'équipage. Les romans ne respectent toutefois pas toutes les règles de la saga Star Trek.
Au XXIVe siècle, les traducteurs universels sont intégrés aux badges que porte le personnel de Starfleet. Toutefois, comme certains membres d'équipage ont pu communiquer avec de nouveaux extraterrestres, même en étant privés de leur badge de communication, on peut penser qu'il y a encore un autre facteur qui intervient. C'est notamment le cas de Riker dans l'épisode First Contact (Star Trek : La Nouvelle Génération). L'épisode Les Trente-Septiens (The 37's) de Star Trek: Voyager confirme que l'appareil fonctionne également pour la communication entre espèces, sans toutefois préciser comment cela fonctionne. Lorsque l'équipage du Voyager découvre et réanime huit humains enlevés en 1937 (dont Amelia Earhart et Fred Noonan), maintenus en biostase depuis lors, un officier de l'armée japonaise s'étonne de voir un paysan de l'Ohio parler couramment le japonais. Le fermier, quant à lui, est tout aussi surpris de voir le soldat s'exprimer en anglais. Le spectateur, lui, n'entend parler qu'anglais.
Le manuel technique de Star Trek : La Nouvelle Génération décrit le traducteur universel comme étant un programme informatique extrêmement sophistiqué, qui parvient à analyser les schémas d'une langue étrangère inconnue en partant d'un échantillon de conversation entre deux orateurs ou plus. Plus l'échantillon est étoffé et plus la matrice de traduction sera fiable, ce qui permet alors une transposition instantanée d'expressions orales ou de textes entre la langue extraterrestre et l'anglais américain, tel que parlé dans la Fédération.
Dans certains épisodes de Star Trek: Deep Space Nine, c'est un traducteur universel cardassien qui entre en jeu. Il lui faut un certain temps pour analyser une langue extraterrestre, dont les orateurs sont incompréhensibles, mais au fur et à mesure que ceux-ci parlent, l'ordinateur apprend progressivement leur langue et le traduit en anglais ou (aussi appelé Federation Standard).
Les Férengis portent généralement leur traducteur universel implanté dans l'oreille. Dans l'épisode Les Petits Hommes verts (Little Green Men) de Star Trek: Deep Space Nine (DS9), dans lequel des Férengis deviennent, par accident, des extraterrestres de Roswell, les humains, n'ayant pas de traducteur universel, ne parviennent pas à comprendre les Férengis qui, à leur tour, ne comprennent pas l'anglais parlé par les humains, jusqu'au moment où le traducteur des Férengis se met à fonctionner. De même, dans toute la saga Star Trek, le traducteur universel d'une partie parvient à diffuser sa traduction, de manière audible, permettant ainsi deux ou plusieurs parties à communiquer entre elles, même si elles parlent des langues différentes. L'appareil semble être un équipement standard dans les stations et vaisseaux spatiaux, où l'on n'aurait dès lors plus vraiment besoin d'un badge de communication.
Lorsque le traducteur universel fonctionne, l'auditeur n'entend que la version traduite et non pas la langue extraterrestre originale. La traduction vient remplacer l'expression orale étrangère. Il devrait par conséquent y avoir un mécanisme permettant aux lèvres de l'orateur original d'être synchrones avec la parole entendue. Aucune explication à ce phénomène n'est fournie et on attend du spectateur qu'il consente à suspendre son incrédulité.
Comme la plupart des races extraterrestres, les Klingons se font comprendre grâce au traducteur universel. Certains mots ou expressions ne sont toutefois pas traduits, ce qui laisse entendre qu'ils utiliseraient au moins deux langues, l'une que le traducteur universel parvient à traiter et une autre qui lui échappe. Par ailleurs, le traducteur est capable d'interpréter des intentions. Ainsi, lorsqu'un orateur veut que son message passe en langue originale, le traducteur universel renonce à le traduire.

### Star Wars

L'alphabet du basic : Aurebesh

Dans la série des films Star Wars, il existe une lingua franca à l'échelle de la galaxie, appelée le basic (Galactic Basic Standard), qui ressemble fortement à l'anglais.  Dans sa forme écrite, appelée Aurebesh, les lettres sont remplacées par des formes. On ne sait pas trop si cette langue est censée avoir exactement la même sonorité que l'anglais ou si elle est supposée être traduite en anglais. Contrairement à l'univers de Stargate, les différentes espèces ont chacune leur langue, comme le Huttese, qui est traduit pour les spectateurs à l'aide de sous-titres ou grâce à un personnage faisant office d'interprète. L'idée d'une langue commune répandue dans toute la galaxie correspond aussi au concept de gouvernement unifié à l'échelle de toute la galaxie (l'Ancienne République) qui existe depuis des millénaires.
C3PO, dans la version originale, ou Z-6PO dans la version française, est un traducteur universel, un droïde de protocole de forme humanoïde, particulièrement loquace qui, selon ses propres dires maîtriserait plus de six millions de formes de communication.

### Tales of Eternia
Dans le jeu Tales of Eternia, l'inferian Reid Hershel obtient un objet appelé la boucle d'oreille Orz, dont lui et les autres ont besoin pour communiquer avec les celestians.

### Le traducteur universel de Géo Trouvetout
Géo Trouvetou est un personnage créé en 1952 par Carl Barks pour les studios Disney. Inventeur prolifique, il a mis au point un traducteur universel, qui est une machine dans laquelle on introduit un livre par le haut et il en ressort par le bas, traduit,.

### Unreal
Un traducteur universel figure dans le jeu Unreal. Il sert surtout à lire des inscriptions Nali et Skaarj dans des livres, sur des écrans, etc.

### Halo
Les factions principales dans l'univers des jeux Halo n'emploient pas de traducteurs universels car les espèces extraterrestres de l'Alliance Covenante ont appris d'eux-même l'anglais parlé couramment par les humains de l'United Nations Space Command.Il fut cependant une époque (dans la série) durant laquelle nombre de Covenant ne connaissent pas les langues humaines, le joueur étant équipé de traducteur intégrés à son armure. Les prophètes et élites furent les premier à l'apprendre puis à la fin de la guerre Humano-Covenant et du Grand Shisme, la compréhension des langues c'est répandue. Le personnage de Vale dans Halo 5 parle couramment là langue des Sangheillis ou élites.
En revanche, la faction secondaire technologiquement avancée des Forerunners a conçu des logiciels de traduction universelle utilisés dans leurs terminaux de données, qui ont la particularité de traduire certains mots ou groupes de mots par des références culturelles de l'espèce consultant la traduction. Par exemple, le Jat-Krula, une ligne de défense hypersphérique de l'ordre du millier d'années-lumière ayant échoué dans son rôle de protection, est traduit par « Sphère Maginot » en référence à la ligne Maginot, fortification française de la Seconde Guerre mondiale ayant également échoué à protéger efficacement la France au début du conflit.

## Traducteurs non-fictifs
Selon l'article de CNET, paru en 2005, Compadre:Interact serait « le traducteur universel de StarTrek Universal, enfin disponible sur le marché ».
Google a annoncé son intention de mettre au point un logiciel de traduction orale. Un robot récitera une traduction dans la langue souhaitée à l'aide d'une base de données et d'un système de reconnaissance vocale
L'armée de terre des États-Unis a également mis au point un traducteur bi-directionnel, utilisé en Irak.  Le système dit TRANSTAC (Spoken Language Communication and Translation System for Tactical Use), se limite toutefois à la traduction entre l'anglais et l'arabe.
L'armée de terre des États-Unis a maintenant abandonné le programme TRANSTAC et met au point, en collaboration avec DARPA (Defense Advanced Research Projects Agency), le BOLT (Broad Operational Language Translation) en vue de le remplacer.
En février 2010, un logiciel de communication, le VoxOx, propose un service de traduction bi-directionnel pour les messageries instantanées, les SMS, le courrier électronique et les réseaux sociaux. Ce système s'appelle VoxOx Universal Translator. Il permet à deux personnes de communiquer instantanément en écrivant sur un clavier, chacune dans sa langue.